# Trzemeszno (stacja kolejowa)
Trzemeszno – stacja kolejowa w Trzemesznie, w województwie wielkopolskim, w Polsce. Według klasyfikacji PKP ma kategorię dworca lokalnego.

## Ruch pasażerski
| Rok  | Wymiana pasażerska na dobę |
| ---- | -------------------------- |
| 2017 | 300-499                    |
| 2022 | 500-699                    |